# Суперкубок Англії з футболу 1927
Суперкубок Англії з футболу 1927 — 14-й розіграш турніру. На засіданні Ради футбольної асоціації 22 квітня 1927 року було ухвалене рішення, що наступного сезону переможця турніру визначать між собою володар кубка Англії та аматори. У підсумку матч відбувся 12 жовтня 1927 року між володарем кубка Англії «Кардіфф Сіті» та аматорським клубом «Корінтіан».
| Володар Суперкубка Англії 1927 |
| ------------------------------ |
|                                |
| «Кардіфф Сіті» Перший титул    |

## Учасники
| Клуб           | Участей | Роки (жирним виділено перемоги) |
| -------------- | ------- | ------------------------------- |
| «Кардіфф Сіті» | дебют   |                                 |
| «Корінтіан»    | дебют   |                                 |

## Матч

### Деталі
| 12 жовтня 1927 |

| «Кардіфф Сіті»  | 2–1      | «Корінтіан» |
| --------------- | -------- | ----------- |
| Фергюсон Дейвіс | Протокол | Г.Ештон     |

| Стемфорд Бридж, Лондон Глядачів: 16 500 |

|  |  |

| В                |  | Том Фаркугарсон  |
| З                |  | Джиммі Нельсон   |
| З                |  | Біллі Гарді      |
| ПЗ               |  | Фред Кінор (к)   |
| ПЗ               |  | Джордж Блекберн  |
| ПЗ               |  | Сем Ірвін        |
| Н                |  | Ерні Кертіс      |
| Н                |  | Джордж Маклаклан |
| Н                |  | Г'юї Фергюсон    |
| Н                |  | Лен Дейвіс       |
| Н                |  | Біллі Тірлевей   |
| Головний тренер: |  |                  |
| Фред Стюарт      |  |                  |

| В  |  | А.М.Расселл   |
| З  |  | Артур Найт    |
| З  |  | Алфред Боуер  |
| ПЗ |  | Томмі Вевелл  |
| ПЗ |  | А.Х.Чаддер    |
| ПЗ |  | Фред Евер     |
| Н  |  | Р.Г.Дженкінс  |
| Н  |  | Гілберт Ештон |
| Н  |  | Клод Ештон    |
| Н  |  | Френк Гартлі  |
| Н  |  | Джекі Хіган   |